# Медаль «За освобождение Лачына»
Медаль «За освобождение Лачына» (азерб. "Laçının azad olunmasına görə" medalı) — медаль Азербайджанской Республики.

## История
20 ноября 2020 года на пленарном заседании Милли Меджлиса Азербайджана был вынесен на обсуждение законопроект о внесении поправок в закон «Об учреждении орденов и медалей Азербайджанской Республики».
Медаль «За освобождение Лачына» была учреждена в этот же день в первом же чтении согласно законопроекту об учреждении орденов и медалей по случаю победы Азербайджана в «Отечественной войне», как в Азербайджане официально был именован вооружённый конфликт в Нагорном Карабахе осени 2020 года.
В законопроекте слова «Медаль За освобождение Лачына» были добавлены после слов «Медаль За освобождение Агдама» в статье 2 п. 1.2.